# Незівай
Незіва́й (рос. Незевай) — селище у складі Артемовського міського округу Свердловської області.
Населення — 621 особа (2010, 616 у 2002).
Національний склад населення станом на 2002 рік: росіяни — 93 %.